# Батай, Кристиан
Кристиан Бата́й (фр. Christian Bataille; род. 13 мая 1946, Франция) — французский политик, бывший депутат Национального собрания Франции, член Социалистической партии Франции.

## Биография
Родился 13 мая 1946 года в г. Рьё-ан-Камбрези (департамент Нор) в семье работника городской администрации. Окончил факультет гуманитарных наук Университета Лилля. Работал профессором литературы в Камбре, Кодри, Ле-Като-Камбрези.
В 1977 году Кристиан Батай начал свою политическую карьеру, выиграв выборы мэра своего родного города. В 1979 году был избран в состав Совета региона Нор-Па-де-Кале, в 1986—1998 годах был вице-президентом регионального совета.
Впервые стал депутатом Национального собрания Франции от 22-го избирательного округа департамента Нор в 1988 году, после чего ещё четыре раза переизбирался в депутаты по этому округу. С 2002 года является казначеем парламентской группы социалистов в Национальном собрании. Член парламентской комиссии по науке и технологиям, сторонник развития во Франции ядерной энергетики.
Член Национального бюро Социалистической партии с 2000 года, в 2000—2002 годах был национальным секретарем партии по вопросам развития сельской местности. На конгрессе Социалистической партии в Гренобле в 2000 году поддержал Анри Эммануэлли, но тремя годами позже примкнул к партийному большинству.
На выборах в Национальное собрание 2012 года 22-й округ был упразднён, Кристиан Батай стал кандидатом социалистов по 12-му избирательному округу департамента Нор и в шестой раз получил мандат депутата.
На выборах в Национальное собрание 2017 года он выступал как независимый левый кандидат по 12-му округу, занял в 1-м туре шестое место с 8,05 % голосов и утерял мандат депутата.

## Занимаемые выборные должности
- 13.03.1977 — 18.03.2011 — мэр коммуны Рьё-ан-Камбрези.
- 01.01.1979 — 01.01.1986 — советник (член совета) региона Нор-Па-де-Кале.
- 17.03.1986 — 15.03.1998 — вице-президент совета региона Нор-Па-де-Кале.
- 16.03.1998 — 28.03.2004 — советник (член совета) региона Нор-Па-де-Кале.
- 13.06.1988 — 17.06.2012 — депутат Национального собрания Франции от 22-го избирательного округа департамента Нор.
- 18.06.2012 — 20.06.2017 — депутат Национального собрания Франции от 12-го избирательного округа департамента Нор.